# Cheshmeh Sarnajeh
Cheshmeh Sarnajeh (persiska: چشمه سرنجه, چِشمِه سِرِنجِه) är en ort i Iran.   Den ligger i provinsen Lorestan, i den centrala delen av landet, 300 km sydväst om huvudstaden Teheran. Cheshmeh Sarnajeh ligger 1 530 meter över havet och antalet invånare är 479.
Terrängen runt Cheshmeh Sarnajeh är varierad. Runt Cheshmeh Sarnajeh är det ganska tätbefolkat, med 129 invånare per kvadratkilometer. Närmaste större samhälle är Dorūd, 4,4 km norr om Cheshmeh Sarnajeh. Trakten runt Cheshmeh Sarnajeh består till största delen av jordbruksmark.